# Janina Garycka
Janina Garycka (ur. 26 listopada 1920 w Krakowie, zm. 5 grudnia 1997 tamże) – filolożka polska, malarka, scenografka, współzałożycielka i kierowniczka literacka kabaretu „Piwnica pod Baranami”.
Polonistykę studiowała od 1938 na Uniwersytecie Jagiellońskim. Wśród kolegów na roku byli m.in.: Karol Wojtyła, Tadeusz Hołuj, Jerzy Bober, Juliusz Kydryński, Tadeusz Kwiatkowski. Została doktorem filologii.
Mieszkała przy placu Na Groblach pod numerem 12, w jej mieszkaniu przez wiele lat mieszkał Piotr Skrzynecki. Została pochowana na Cmentarzu Podgórskim (kwatera II1-płd.-14).

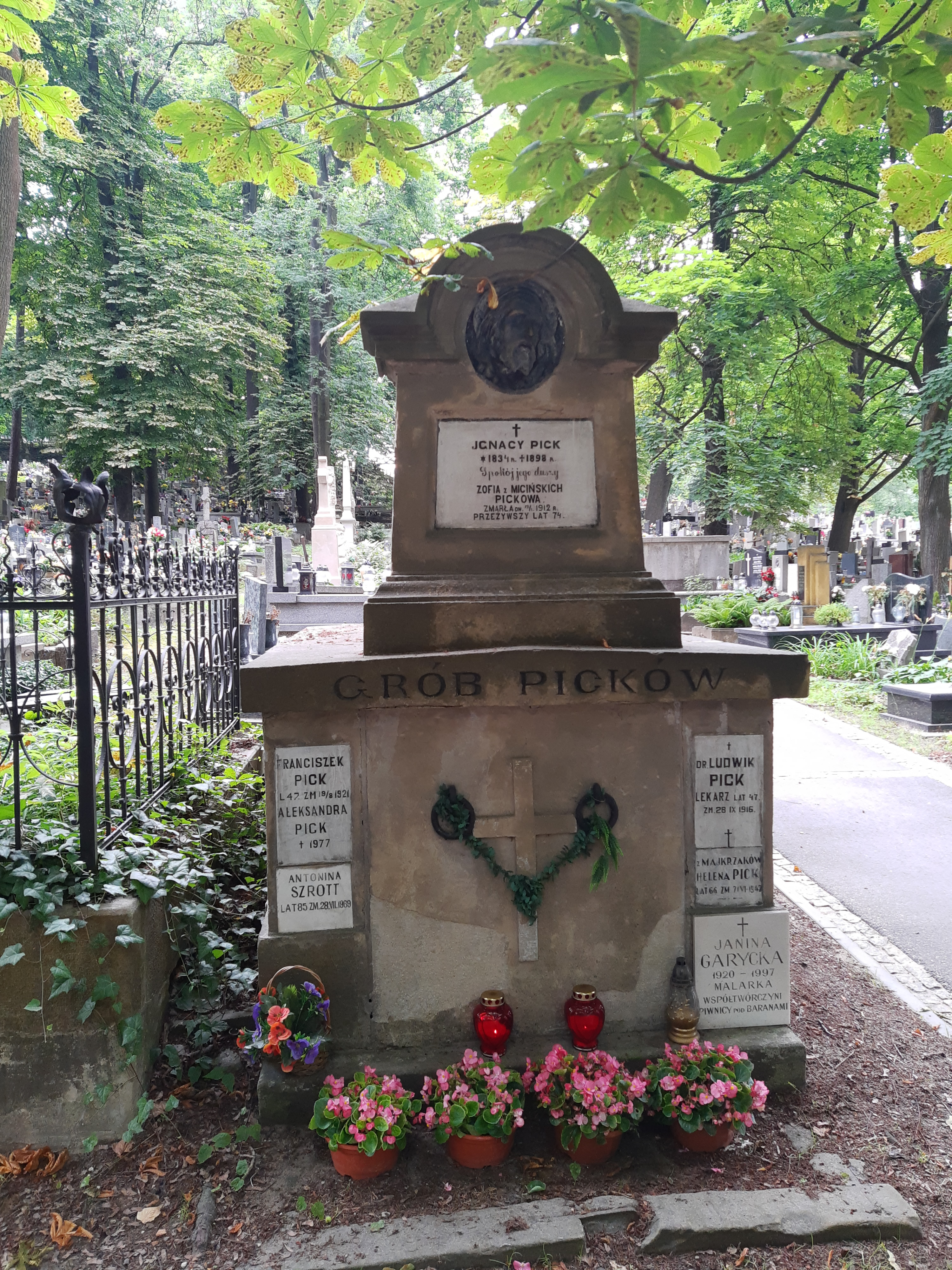
Grób Janiny Garyckiej na Cmentarzu Podgórskim

Antoni Krauze nakręcił film W jednym. O przyjaźni, miłości i śmierci Janiny Garyckiej (2003) opowiadający o jej życiu.